# Zvi Hendel
Zvi Hendel sau Tzvi Hendel (în ebraică צבי הנדל) (n. 16 octombrie 1949, România) este un politician și publicist israelian originar din România, care a fost deputat în Knesset (Parlament) din partea Partidului Național Religios (Mafdal) si apoi a coaliției partidelor de dreapta Uniunea Națională (Ihud Leumi)-Partidul Național Religios. Agent de asigurari la începutul carierei, el a devenit agricultor în zona Gush Katif din Fâșia Gaza și unul din conducătorii militanti ai locuitorilor evrei din așezările înființate de Israel în teritoriile palestiniene ocupate în 1967. În ciuda împotrivirii sale și a celorlalți locuitori, așezarea sa, Ganei Tal, a fost evacuată de Israel în 2005 de către guvernul Ariel Sharon. 

## Biografie
Tzvi Hendel s-a născut la data de 16 octombrie 1949 în Transilvania, România într-o familie de evrei ortodocși. A emigrat împreună cu familia sa în Israel în anul 1959. A învățat în școli religioase evreiești din Tel Aviv. A fost recrutat în armată ca instructor de premilitărie (Gadna) în licee  religioase, dar in timpul primului Război de Uzură s-a prezentat ca voluntar combatant în artilerie. Ca ofițer rezervist, a servit în unitățile de recunoaștere ale artileriei și a luat parte la Războiul de Iom Kipur. A locuit un timp la Pardes Hana și a studiat economia la Colegiul Netanya.
În anul 1977, s-a mutat împreună cu familia sa în moșavul Ganei Tal, din regiunea Gush Katif (aflată în Fâșia Gaza).  A îndeplinit funcțiile de președinte al Consiliului Regional Gush Katif, director-general al Companiei pentru Dezvoltare a Gush Katif, președinte al Consiliului Director al Companiei pentru Dezvoltare al zonei Coasta Neghevului, membru al Organizației de Populare a Neghevului, membru al Secretariatului Uniunii Moșavurilor, membru al Consiliului Executiv al Iudeei și Samariei.
La începutul anilor '90, Hendel a fost ales ca președinte al Consiliului Regional Hof Aza. Tzvi Hendel a fost ales ca deputat în Knesset din partea Partidului Național Religios (Mafdal), apoi al coaliției partidelor Ihud Leumi - Mafdal (de extremă dreaptă), în două rânduri: 1996-1999 și 1999-2009.
La sfârșitul primului mandat de deputat, el a părăsit Partidul Național Religios împreună cu Hanan Porat și au format grupul "Emunim", care și-a schimbat curând denumirea în cea de Tkuma (Renașterea). Ca parte a Partidului Tkuma, el s-a alăturat listei de candidați al Uniunii Naționale și  alegerile parlamentare din anii 1999, 2003 și 2006 a fost ales ca deputat. În această calitate, a fost membru al Comisiei pentru Locuințe, al Comisiei economice și al Comisiei de finanțe a Knessetului.
O parte semnificativă a carierei sale parlamentare și-a dedicat-o luptei pentru drepturile colonilor evrei din Gush Katif (unde locuia el însuși) și pentru întărirea coaliției de dreapta din Knesset.
A deținut funcția de ministru adjunct al educației, culturii și sportului în guvernul condus de Ariel Sharon (5 martie 2003 - 6 iunie 2004), până ce la 6 iunie 2004, înainte de votarea planului de deconectareal lui Sharon Partidul Uniunea Națională a părăsit coaliția guvernamentală.

## Reprezentant al locuitorilor evrei din teritoriile ocupate
Tzvi Hendel a fost unul dintre conducătorii locuitorilor așezărilor evreiești înființate în teritoriile palestiniene ocupate după 1967, susținând categoric menținerea acestora și opunându-se retragerii colonilor evrei din acele teritorii. A publicat articole în ziarele ”Ma`ariv” și ”Nekuda”. El a declarat că retragerea colonilor evrei ca urmare a acțiunilor teroriste ale palestinienilor, i-ar fi „învățat pe palestinieni că terorismul constituie unica modalitate de a înfrânge Israelul și de a-i expulza pe israelieni”.
În anul 2005, Hendel și familia sa au fost evacuați cu forța din casele lor împreună cu colonii evrei din Ganei Tal ca rezultat al planului de deconectare a Israelului de Fâșia Gaza și nordul Samariei. Evacuarea sa și a familiei sale au făcut subiectul filmelor documentare "Katif" și "Last Katif".
În anul 2006, Hendel a elaborat o propunere legislativă care ar fi acordat dreptul de vot numai acelor cetățeni considerați loiali statului democratic și evreiesc Israel și legilor Israelului. Proiectul a căzut la vot cu 45-17.
La alegerile parlamentare din 2022 Hendel și-a exprimat sprijinul pentru micul partid de extremă dreapta „Noam” al lui Avi Maoz.

### Viața privată
Tzvi Hendel este căsătorit cu Rahel, pe care a cunoscut-o în timpul serviciului militar, și are patru copii. Pe lângă limba ebraică, vorbește limbile maghiară și idiș.
După evacuarea așezării Ganei Tal din Gush Katif, alături de alți locuitori evacuați a fost unul din fondatorii așezării Ganei Tal Hahadashá lângă Ghedera.

## Funcții publice în Israel
Zvi Hendel a deținut următoarele funcții publice:
- deputat în Knesset din partea Partidului Național Religios, apoi al Ichud Leumi - Mafdal (1996-1999 și 1999-2009)
- ministru adjunct al educației, culturii și sportului (5 martie 2003 - 6 iunie 2004)